# Heřman II. Celjský
Heřman II. Celjský (1361 – 13. října 1435, Bratislava) byl hrabě z Celje a bán Chorvatska, Slavonie a Dalmácie. Roku 1403 založil kartuziánský klášter Pleterje.

## Život
Narodil se jako syn Heřmana I. Celjského a Kateřiny, dcery bosenského bána Štěpána II. Kotromaniće. Po roce 1385 se stal hlavou dynastie Celjských.
V bitvě u Nikopole v roce 1396 zachránil život uherskému králi a budoucímu císaři Zikmundovi Lucemburskému a stal se jeho rádcem a důvěrníkem. V únoru 1397 se podílel na potlačení vzpoury Lackfiovců proti Zikmundovi, který mu pak svěřil do správy zabavené majetky Lackfiovců v Záhoří (Varaždinská župa) a Mezimuří. V srpnu 1397 dostal darem hrady Vrbovec a Vinica a město Varaždin. V roce 1399 dostal celé Záhoří s dalšími osmi hradními panstvími (Cesargrad, Kostel, Krapina, Oštrc, Lobor, Belec, Trakošćan, Lepoglava). Od té doby měl titul hraběte z Celje a Záhoří a patřil k nejmocnějším pánům v Uhersku.
V roce 1401 se podílel na vysvobození Zikmunda ze zajetí, jehož tehdy zasnoubil se svou dcerou Barborou. Za manželku si ji Zikmund vzal v listopadu 1405. Další dceru, Annu, zasnoubil s Mikulášem II. Gorjanským, vzali se před rokem 1408. Spolu se synem Fridrichem se stal v roce 1408 zakládajícím členem Dračího řádu. Zúčastnil se kostnického koncilu. Byl rozhodčím sporu rakouských vévodů Leopolda IV. a Arnošta Železného. Bosenský král Štěpán Tvrtko II. mu odkázal zemi, neboť nezanechal dědice.
V Uhersku dlouhý čas nezastával žádnou hodnost, s výjimkou chorvatsko-slavonského bánství, které zastával od dubna 1406 do ledna 1408. Až v roce 1423 se stal slavonským bánem a tuto hodnost zastával až do své smrti.
Ve 20. letech 15. století se zkomplikoval jeho rodinný život. Syn Fridrich v roce 1422 zavraždil svou manželku Alžbětu Frankopanskou, protože si chtěl vzít za manželku svou milenku Veroniku Desenišskou. Zikmund ho odsoudil a odevzdal otci do vězení. Heřman zavřel syna na hradě Celje a Veroniku uškrtil. Když v roce 1426 zemřel po pádu z koně jeho nejmladší syn Heřman, byl Fridrich jediným dědicem a zakrátko byl omilostněn. Po smrti Heřmana v roce 1435 vedoucí úlohu v rodině převzal Oldřich II. Celjský, Fridrichův syn.